# New Minas
New Minas – wieś (village) w kanadyjskiej prowincji Nowa Szkocja, w hrabstwie Kings, położona między miastami  Kentville i Wolfville.
Miejscowość powstała w połowie XIX w., a jej nazwa pochodzi od miana zatoki Minas Basin.